# Panneau de signalisation routière de danger en France

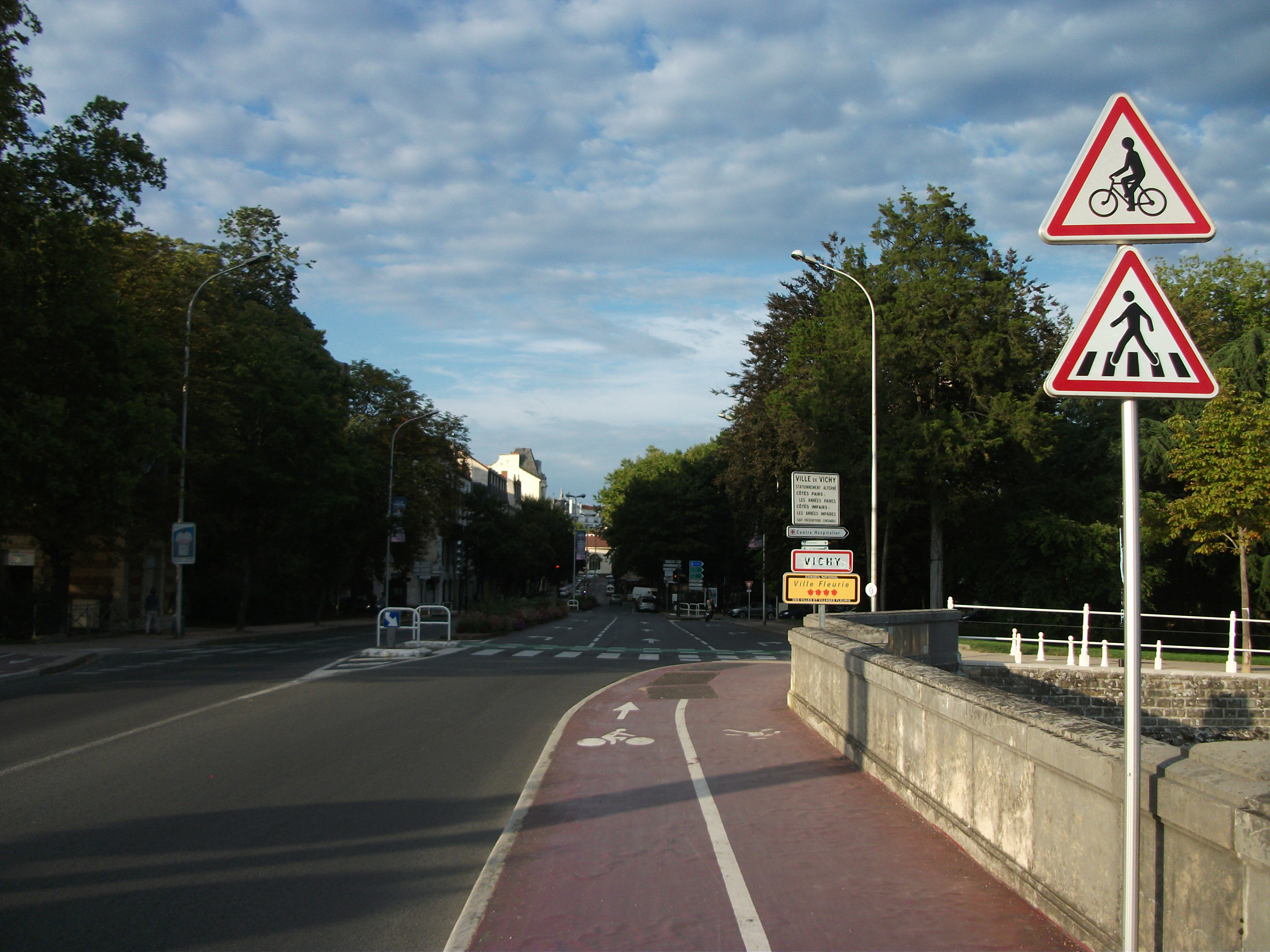
Panneaux de signalisation d'un débouché de cyclistes (A21) et d'un passage pour piétons (A13b).

Le présent article est consacré aux panneaux de signalisation de danger en France de type A.

## Objet de la signalisation de danger
L'objet de la signalisation de danger est d'attirer l'attention des usagers de la route aux endroits où leur vigilance doit redoubler en raison de la présence d'obstacles ou de points dangereux liés :
- soit à la structure même de la route : virages, cassis ou dos-d’âne, chaussée rétrécie ;
- soit à l'état de la route ou son environnement : chaussée glissante, chute de pierres ;
- soit à des dispositions adaptées à la rencontre d'autres voies de communication : pont mobile, barrière de passage à niveau ;
- soit aux conditions de circulation des véhicules et des piétons : endroit fréquenté par les enfants, circulation à double sens succédant à une section à sens unique ;
- soit à des dispositions ou des circonstances locales : sortie d'usine, voisinage d'une carrière exploitée à la mine.

La signalisation de danger est réalisée à l'aide :
- de panneaux de type A pour les dangers courants ;
- de panneaux de type G pour la signalisation de position des passages à niveau ;
- de balises de type J.

## Caractéristiques
Les panneaux de danger ont la forme d'un triangle équilatéral dont le côté inférieur est horizontal. Les panneaux permanents de danger sont à fond blanc. Les symboles et, le cas échéant, les inscriptions sont noires. Les feux du panneau A17 sont tricolores. Le symbole du panneau A24 est rouge. Les panneaux sont entourés par une bande rouge bordée elle-même par un listel blanc.
Les panneaux de danger sont obligatoirement rétroréfléchissants.
Pour les dimensions et gammes, voir : article détaillé « Panneau de signalisation routière en France ».

## Liste des signaux de danger
Il existe 30 signaux de danger.

A1a - Virage à droite
A1b - Virage à gauche
A1c - Succession de virages
A1d - Succession de virages
A2a - Cassis ou dos d’âne
A2b - Ralentisseur de type dos-d’âne
A3 - Chaussée rétrécie
A3a - Chaussée rétrécie par la droite
A3b - Chaussée rétrécie par la gauche
A4 - Chaussée glissante
A6 - Pont mobile
A7 - Passage à niveau muni de barrières
A8 - Passage à niveau sans barrière
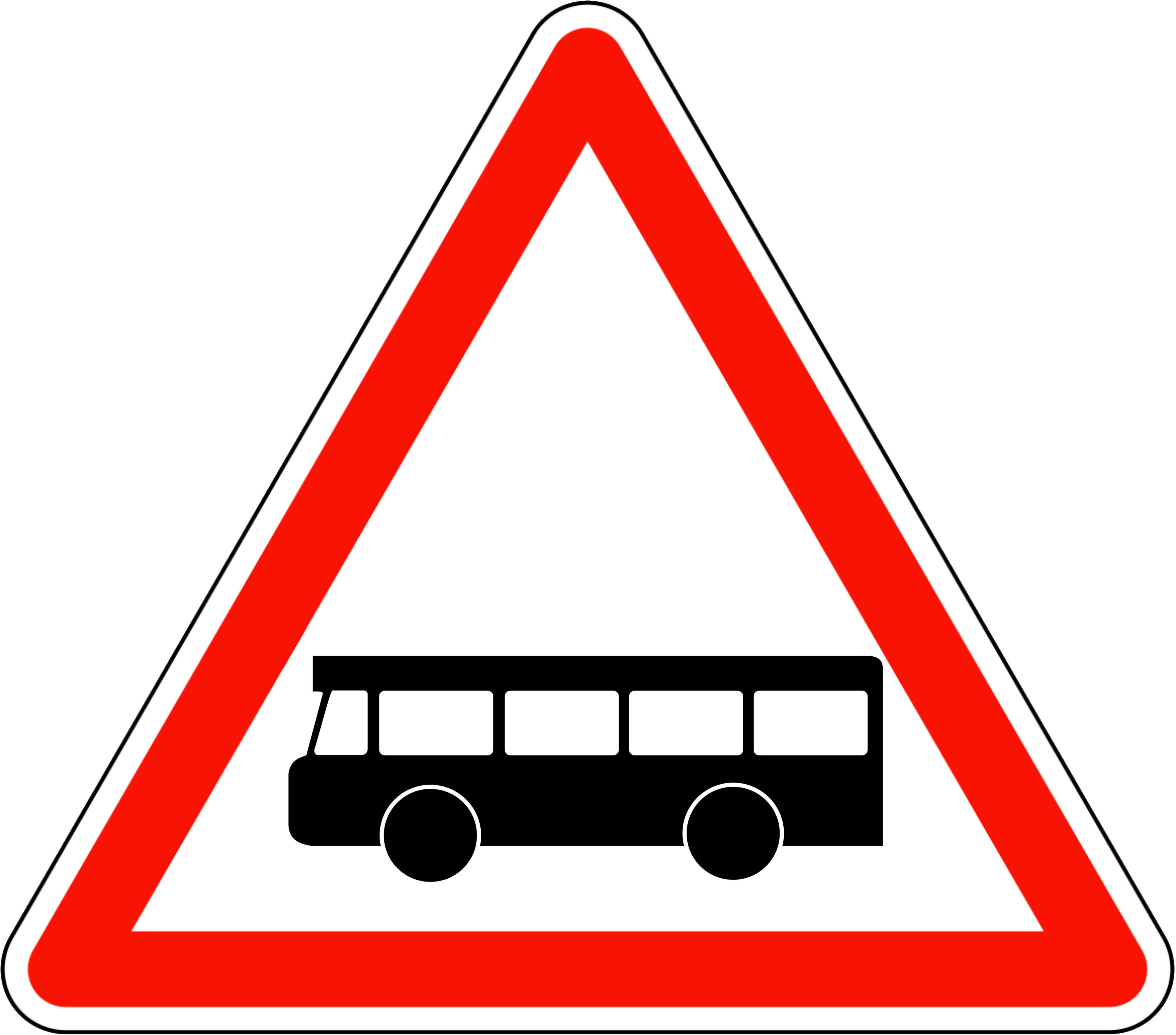
A9a - Traversée de voie de véhicules routiers des services réguliers de transport en commun
A9b - Traversée de voies de tramways
A13a - Endroit fréquenté par les enfants
A13b - Passage(s) pour piétons
A14 - Danger
A15a1 - Passage d’animaux domestiques
A15a2 - Passage d’animaux domestiques
A15b - Passage d’animaux sauvages
A15c - Passage de cavaliers
A16 - Descente dangereuse
A17 - Feux tricolores
A18 - Circulation dans les deux sens
A19 - Risque de chutes de pierres
A20 - Débouché sur un quai ou une berge
A21 - Débouché de cyclistes
A23 - Traversée d'une aire de danger aérien
A24 - Vent latéral

## Implantation des panneaux

### Habilitation à la mise en place de panneaux de danger
Les panneaux de signalisation de danger sont placés par les services de voirie de l'administration compétente, sans l'intervention d'un arrêté de réglementation.

### Distance du danger
Les panneaux de danger, hormis le panneau A18, sont toujours implantés à une distance du danger de :
- hors agglomération, entre 100 et 200 mètres, aussi proche que possible de 150 mètres sur route et de 200 mètres sur autoroute[4], sauf difficultés spéciales sérieuses ou avantages marqués à la modifier, notamment pour améliorer la visibilité du signal ou pour tenir compte de la vitesse des véhicules ;
- en agglomération, entre 0 et 50 mètres, aussi proche que possible de 50 mètres.

Ils ne sont complétés par un panonceau de distance M1 que si la distance d'implantation est différente de celle définie ci-dessus. On peut utiliser cette possibilité pour augmenter la distance d'implantation qui ne doit pas excéder 400 mètres hors agglomération et 150 mètres en agglomération. Le panneau est alors répété à mi-distance environ. Les deux panneaux portent dans ce cas des panonceaux de distance M1.

### Côté de la chaussée
Les signaux de danger sont normalement implantés du côté droit de la chaussée dans le sens de la circulation.
Ils peuvent être répétés de l'autre côté de la chaussée lorsque les conditions sont telles qu'il risquent de ne pas être aperçus à temps par les conducteurs auxquels ils s'adressent, comme pour les routes à plus de deux voies. Ils peuvent aussi être répétés au-dessus de la chaussée. Ils doivent alors être soit éclairés soit rétroréfléchissants.

### Distance latérale

Implantation d'un panneau de danger sur accotement en rase campagne

Implantation d'un panneau de danger sur accotement en agglomération

Sauf contrainte de site, la distance entre l'aplomb de l'extrémité du panneau situé du côté de la chaussée et la rive voisine de cette extrémité ne doit pas être inférieure à 0,70 mètre.
En rase campagne, les panneaux sont placés en dehors de la zone située en bord de chaussée et traitée de telle façon que les usagers puissent y engager une manœuvre de redirection ou de freinage dite « zone de récupération », ou leur support au minimum à 2 mètres du bord voisin de la chaussée, à moins que des circonstances particulières s'y opposent (accotements étroits, présence d'une plantation, d'une piste cyclable, d'une voie ferrée, , etc.).
En agglomération, les panneaux sont implantés de façon que le support gêne le moins possible la circulation des piétons.
Le support d'un signal peut aussi être implanté sur une propriété riveraine ou ancré à une façade après accord du propriétaire ou par application si cela est possible du décret-loi du 30 octobre 1935 et du décret 57180 du 16 février 1957.

### Hauteur au-dessus du sol

#### En rase campagne
La hauteur réglementaire est fixée en principe à 1 mètre (si plusieurs panneaux sont placés sur le même support, cette hauteur est celle du panneau inférieur), hauteur assurant généralement la meilleure visibilité des panneaux frappés par les feux des véhicules.
Elle peut être modifiée en tenant compte des circonstances locales :
- soit pour assurer une meilleure visibilité des panneaux ;
- soit pour éviter qu'ils masquent la circulation.

#### En agglomération
Dans les agglomérations bénéficiant d'un éclairage public, les panneaux peuvent être placés à une hauteur allant jusqu'à 2,30 mètres pour tenir compte notamment des véhicules qui peuvent les masquer, ainsi que de la nécessité de ne gêner qu'au minimum la circulation des piétons.

#### Au-dessus de la chaussée
Lorsque les panneaux sont sur portique, potence ou haut-mât au-dessus de la chaussée, ils sont fixés à une hauteur minimale correspondant au gabarit de la route auquel s'ajoute une revanche de 0,1 mètre pour l'entretien de la chaussée et une revanche de 0,50 mètre pour la protection de la signalisation.

Implantation d'un panneau de danger sur potence

### Position de la face
Le plan de face avant d'un panneau implanté sur accotement ou trottoir doit être légèrement incliné de 3 à 5° vers l'extérieur de la route afin d'éviter le phénomène de réflexion spéculaire qui peut, de nuit, rendre le panneau illisible pendant quelques secondes.

## Dimensions
Il existe cinq gammes de dimensions.
| Gamme       | Largeur du côté du triangle |
| ----------- | --------------------------- |
| Très grande | 1 500 mm                    |
| Grande      | 1 250 mm                    |
| Normale     | 1 000 mm                    |
| Petite      | 700 mm                      |
| Miniature   | 500 mm                      |

Dimensions d'un panneau de danger de gamme normale

Dans le cas le plus général, c’est la gamme normale qui est utilisée.
Les panneaux de la grande gamme sont normalement employés sur les routes à plus de deux voies et sur certaines routes nationales à deux voies désignées à cet effet par décision du ministre de l'Équipement.
Les panneaux de la petite gamme sont utilisés quand il y a des difficultés pour l'implantation de panneaux de la gamme normale (rangée d'arbres près de la chaussée, route de montagne, accotements réduits, en tunnels, trottoirs étroits, etc.).
La signalisation des dangers particulièrement graves ne peut être établie que par l'emploi de panneaux de la dimension immédiatement supérieure à celle normalement utilisée sur cette section de route

## Support du panneau
Le panneau est fixé sur un support qui est lui-même scellé dans un massif de béton dans le sol. L'ensemble doit résister à la pression du vent pour ne pas être tordu, arraché ou rompu par des rafales. À cette fin, il convient de choisir un support adapté, et de dimensionner correctement le massif de fondation en béton.
Ainsi un panneau de danger implanté en rase campagne sera fixé avec les supports (section rectangulaire ou mât) et massifs de fondation (longueur-largeur-hauteur) suivants :
| Gamme       | longueur du côté (en mm) | moment de flexion (en daN m) | classe de moment | type de support | Dimensions du massif de fondation |
| ----------- | ------------------------ | ---------------------------- | ---------------- | --------------- | --------------------------------- |
| Très grande | 1 500 mm                 | 206,8                        | MB               | 80 × 80 × 2     | 0,4 × 0,4 × 0,4                   |
| Grande      | 1 250 mm                 | 137,4                        | MB               | 80 × 80 × 2     | 0,4 × 0,4 × 0,4                   |
| Normale     | 1 000 mm                 | 83,8                         | MA               | 80 × 40 ou Ø 60 | 0,4 × 0,4 × 0,4                   |
| Petite      | 700 mm                   | 38,6                         | MA               | 80 × 40 ou Ø 60 | 0,4 × 0,4 × 0,4                   |
| Miniature   | 500 mm                   | 18,9                         | MA               | 80 × 40 ou Ø 60 | 0,4 × 0,4 × 0,4                   |

Pour rappel, les panneaux de grande gamme sont utilisés sur les 2 × 2 voies et les très grandes gammes sur les autoroutes.
Pour les gammes « miniature » à « normale », le massif en béton est quelquefois remplacé par une cheville métallique ayant une forme spéciale, résistant à la flexion. De même quelquefois le support peut être fiché dans un fourreau, lui-même scellé dans un massif en béton. Ce fourreau permet un remplacement facile du panneau.